# Mindanao-Zwergohreule
Die Mindanao-Zwergohreule (Otus mirus), auch Mindanaoeule genannt, ist eine Eulenart aus der Gattung der Zwergohreulen (Otus). Sie ist auf der Philippinen-Insel Mindanao endemisch.

## Merkmale
Die Mindanao-Zwergohreule erreicht eine Größe von 19 bis 20 Zentimetern. Die Flügellänge beträgt 127 bis 131 mm, die Schwanzlänge 58 mm und das Gewicht 65 Gramm. Bei den Altvögeln ist der Gesichtsschleier hell graubraun mit undeutlichen Ringen. Die Augenbrauen und der innere Bereich der kleinen Federohren sind weißlich. Die Oberseite ist graubraun mit kräftigen schwarzen und hell rötlichbraunen Flecken. Am Hinternacken formen weiße Flecken ein auffälliges weißes Band. Die Schulterfedern zeigen ziemlich große weiße Bereiche an den Außenfahnen. Flügel und Schwanz weisen eine dunkle und helle Bänderung auf. Die Unterseite ist lohfarben-weiß bis weißlich-cremefarben mit schwarzen Flecken und einem Fischgrätenmuster. Das untere Drittel des Laufes und die Zehen sind unbefiedert. Die Farbe der Iris ist gelb oder braun. Der Schnabel ist dunkel grünlich-grau. Die Wachshaut ist grünlich-gelb bis grau. Die Zehen sind hellgrau bis weißlich-gelb. Die Krallen sind graubraun. Die Jungvögel sind bisher unbeschrieben.

## Lautäußerungen
Die Lautäußerungen des Männchens bestehen aus zweisilbigen, melancholischen Pfiffen, die ein wenig an die Tonalität von Tauben erinnern. Die zweite Note ist dabei kraftvoller als die erste. Diese Doppelnoten werden in langen Reihen in Intervallen von ungefähr 10 bis 15 Sekunden wiedergegeben und bestehen aus einem pli-pioooh, pli-pioooh.

## Verbreitung und Lebensraum
Vorkommen sind im Mount Apo Natural Park, um den Mount Hilong-hilong, um den Mount Kitanglad und vom Sebu-See auf Mindanao bekannt. Der Lebensraum sind Bergregenwälder in Höhenlagen zwischen 1.000 und 1.500 m.

## Lebensweise
Die Lebensweise der Mindanao-Zwergohreule ist bisher nur wenig erforscht. Sie ist standorttreu, nachtaktiv und ernährt sich hauptsächlich von Insekten und anderen Gliedertieren. Über ihr Fortpflanzungsverhalten ist nichts bekannt, jedoch wurden Männchen mit vergrößerten Geschlechtsorganen im Februar und März beobachtet.

## Bestand und Gefährdung
Informationen über ihre Populationsgröße liegen nicht vor. Obwohl die Mindanao-Zwergohreule  allgemein als selten beschrieben wird, scheint sie in größeren Höhenlagen nicht ernsthaft gefährdet zu sein, da hier die Wälder noch nicht in der Form von der Rodung betroffen sind wie die Wälder in tieferen Lagen. BirdLife International klassifiziert sie als „nicht gefährdet“ (least concern); jedoch ist weitere Feldarbeit notwendig, bevor ihr Schutzstatus adäquat bewertet werden kann.